# ねむい
『ねむい』（露：Спать хочется）は、アントン・チェーホフの短編小説。1888年1月25日発行のペテルブルク新聞第24号において「А. チェホンテ」（露：А. Чехонте）のペンネームを用いて発表。

## あらすじ
靴屋に奉公している十三歳の少女ワーリカは、夜更けに赤ん坊の入った揺り籠をゆすりながら子守唄を歌っている。赤ん坊は泣き続けており止みそうにない。ワーリカは猛烈な眠気に襲われているが眠ることはできない。なぜなら靴屋の主人とおかみにぶたれるからだ。
朦朧としているワーリカは幻を見る。ある百姓小屋で、今は亡き父が体の痛みでのたうち回っている。母に呼ばれやってきた医者が診察するものの、手の施しようがないという。そして翌日、母の口から父の死を知らされたワーリカが森の中で泣いていると、突然誰かに後頭部を思いきり殴られ白樺の幹に額をぶつける。目を向けると靴屋の主人がおり、子供を泣かせておいて眠っているのかと叱責される。ワーリカが揺り籠をゆすり子守唄を歌っていると再び夢うつつの状態となり、ワーリカとともに町中を歩く母が奉公先を求め人々に懇願している。すると今度は、その子をお寄越しという怒声がする。ワーリカが驚いて辺りを見回すと幻は消え、部屋の中央には授乳をしに来たおかみが立っている。事が済んで赤ん坊を渡されたワーリカは、窓の外が白み始める中で眠気に抗いながら揺り籠を揺らす。
朝になり靴屋の仕事が始まるとワーリカは揺り籠を離れ、次々に言いつけられる用事をこなしていく。働いている間は眠気が幾分収まるが、それでも時折眠りたくなる。一日が過ぎ夕闇に包まれる頃、ワーリカはわけも分からず笑顔を作る。
夜を迎え、主人とおかみは赤ん坊を寝かすよう言いつけて就寝する。半開きの目をしたワーリカは揺り籠をゆすりながら子守唄を歌うが赤ん坊は泣き続ける。ここで眼前に再び父母や様々な風景が現れるが、夢見心地の中で腑に落ちないことがある。自分の手足を縛り、生きる邪魔をしている力は何なのか。原因を突き止めようと気力を振り絞り泣き声に耳を澄ました時、ようやく邪魔者の正体に辿り着く。それは、赤ん坊だ。こんなに単純なことに気づかない自分に呆れつつも、束縛からもうすぐ解放されると思うと満面の笑みが浮かぶ。赤ん坊を殺せば眠れる、と。ワーリカは揺り籠に覆い被さり赤ん坊の首を絞める。そして、直後に寝転がると嬉しさで笑い声をあげ、一分後には死人のように深い眠りにつく。

## 日本語訳書
- 広津和郎訳『チエホフ全集 2』（新潮社、1919年）
- 東郷正延ほか訳『ロシア文学全集 第10巻 チェーホフ』（修道社、1957年）
- 神西清訳『チェーホフ小説集』（中央公論社、1958年）
- 神西清訳『チェーホフ全集 7』（中央公論社、1960年）
- 神西清、中村白葉共訳『世界文学全集 28』（河出書房新社、1961年6月）
- 東郷正延ほか訳『ロシア・ソビエト文学全集 22』（平凡社、1964年）
- 神西清、中村白葉訳『三人姉妹/桜の園他』（河出書房、1968年5月）
- 神西清、杉山誠、山室静訳『桜の園/三人姉妹/他 人形の家/野鴨/他』（河出書房新社、1969年1月）
- 中村白葉ほか訳『決定版ロシア文学全集 15』（日本ブック・クラブ、1971年）
- 神西清訳『カシタンカ・ねむい 他七篇』（岩波文庫、2008年5月16日、ISBN 9784003262351）
- 浦雅春訳『馬のような名字 : チェーホフ傑作選』（河出文庫、2010年3月5日、ISBN 9784309463308）
- 沼野充義訳『新訳 チェーホフ短篇集』（集英社、2010年9月24日、ISBN 9784087734706）

## 備考
- 本作発表後の出版物に掲載された同作の内容は、チェーホフにより一部箇所の加筆が何度か行われており、最後の一文も後から追加されている[1]。